# Pyongyang
Pyongyang, P'iŏngyang o Pyeongyang (chosŏn'gŭl: 평양시, romanització revisada: Pyeongyang, McCune-Reischauer: P'yŏngyang pronunciació:  [ pʰjɔŋ.jaŋ ] (?·pàg.) és la capital de Corea del Nord i la ciutat més poblada del país, localitzada al sud-oest, a prop del riu Taedong. Al cens del 2008 té 3.255.388 habitants. La ciutat és administrada com una ciutat directament governada (Chikhalsi), al mateix nivell que els governs provincials.

## Història
Segons les llegendes, la ciutat va ser fundada el 2333 aC com Wanggŏmsŏng (왕검성; 王儉城). Va créixer fins a convertir-se en una ciutat important durant la dinastia Ko-Josŏn. Koguryö la va convertir en la capital el 427. La dinastia Tang i Silla van derrotar Goguryŏ l'any 668, i va presa per Silla el 676 fins a la dinastia Koryŏ, quan va ser reanomenada com Sŏgyŏng (서경; 西京; la capital de l'oest, però no era la capital). La ciutat va esdevenir la capital de la província de P'iŏngan durant la dinastia Joseon.
Durant el govern japonès, el 1896 va esdevenir la capital de la Província de P'iŏngan Sud. L'any 1945, en finalitzar la Segona Guerra Mundial, va ser ocupada per l'URSS i es va convertir en la capital provisional de la República Democràtica Popular de Corea, amb l'esperança de recuperar la capital oficial, Seül, ocupada per poder fer els canvis de Corea del Sud.
La ciutat va ser greument malmesa durant la Guerra de Corea, i en alguns moments va ser ocupada per forces de Corea del Sud. La ciutat va ser reconstruïda amb ajuda soviètica, amb molts edificis construïts amb l'arquitectura soviètica.

## Divisions administratives
Pyongyang està dividida en 18 districtes (Kuyŏk o guyŏk) i 2 comtats (kun o gun).
| - Chung-guyok (중구역; 中區域) - Pyongchon-guyok (평천구역; 平川區域) - Potonggang-guyok (보통강구역; 普通江區域) - Moranbong-guyok (모란봉구역; 牡丹峰區域) - Sŏsŏng-guyŏk (서성구역; 西城區域) - Songyo-guyok (선교구역; 船橋區域) - Tongdaewŏn-guyŏk (동대원구역; 東大院區域) - Taedonggang-guyŏk (대동강구역; 大同江區域) - Sadong-guyŏk (사동구역; 寺洞區域) - Taesong-guyok (대성구역; 大城區域) | - Mangyongdae-guyok (만경대구역; 萬景台區域) - Hyongjesan-guyok (형제산구역; 兄弟山區域) - Ryongsong-guyok (룡성구역; 龍城區域) - Samsok-guyok (삼석구역; 三石區域) - Ryokpo-guyok (력포구역; 力浦區域) - Rakrang-guyok (락랑구역; 樂浪區域) - Sunan-guyŏk (순안구역; 順安區域) - Unjong-guyok (은정구역; 恩情區域) - Kangdong County (강동군; 江東郡) - Kangnam County (강남군; 江南郡) |

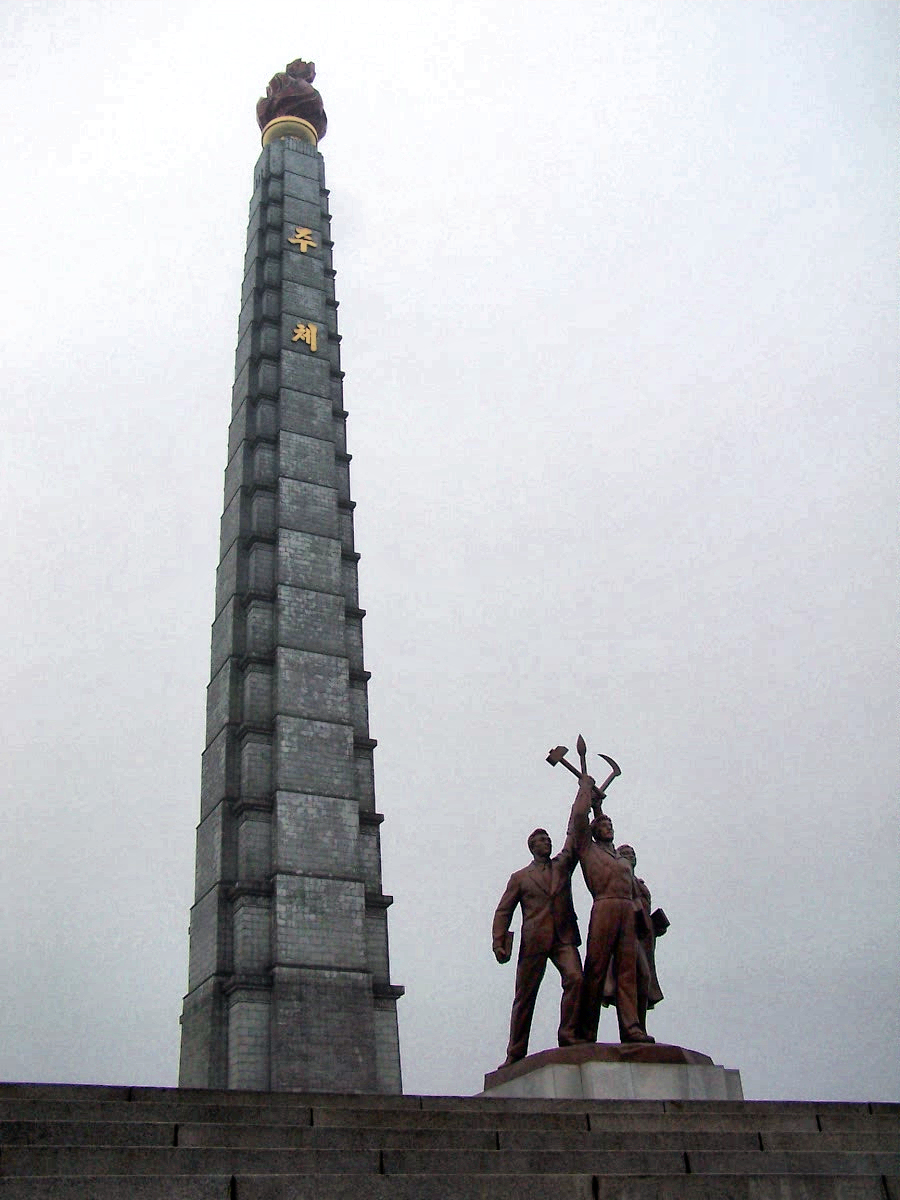
Vista de la torre Čhu-čche, destacat símbol comunista

Els mitjans de comunicació estrangers van informar el 2010 que Kangnam-gun, Chunghwa-gun, Sangwŏn-gun i Sŭngho-guyŏk havien estat transferits a l'administració de la província veïna de Hwanghae del Nord. No obstant això, Kangnam-gun va ser retornat a Pyongyang el 2011.

## Economia
Pyongyang és el centre industrial de Corea del Nord. L'abundància de recursos naturals com el carbó, el ferro i la pedra calcària, i també els bons sistemes de transport terrestre i aquàtic, la van convertir en la primera ciutat industrial que va sorgir a Corea del Nord després de la Guerra de Corea. Les indústries lleugeres i pesants hi són presents i s'han desenvolupat en paral·lel. Entre les indústries pesants s'inclouen la del ciment, la ceràmica industrial, les municions i les armes, però l'enginyeria mecànica segueix sent la indústria principal. Les indústries lleugeres de Pyongyang i els seus voltants inclouen el tèxtil, el calçat i l'alimentació, entre d'altres. Es fa especial èmfasi en la producció i el subministrament de productes frescos i cultius secundaris en les granges de la perifèria de la ciutat. Altres cultius són l'arròs, el blat de moro dolç i la soja. Pyongyang pretén assolir l'autosuficiència en la producció de carn. En les granjes dels afores es crien porcs, pollastres i altres animals.
Fins a finals de la dècada de 2010, Pyongyang patia talls constants d'electricitat. Per resoldre aquest problema, es van construir dues centrals elèctriques -les centrals Huichon 1 i 2- a la província de Chagang, que proveeixen la ciutat a través de línies de transmissió directes. El gener de 2013 es va posar en marxa una segona fase del projecte d'ampliació de la potència, que consistí en una sèrie de petites preses al llarg del riu Chongchon. Les dues primeres centrals tenen una capacitat màxima de generació de 300 megawatts (MW), mentre que s'espera que les 10 preses que es construiran en la segona fase generaran uns 120 MW. A més, la ciutat compta amb diverses centrals tèrmiques ja existents o previstes per construir. Entre elles hi ha la central tèrmica de Pyongyang, amb una capacitat de 500 MW, la central tèrmica de Pyongyang Est, amb una capacitat de 50 MW, i la central tèrmica de Kangdong, que està en construcció.

### Comerç
A Pyongyang s'hi troben diversos grans magatzems, com els magatzems Pothonggang, els magatzems Pyongyang núm.1, els magatzems Pyongyang núm.2, els magatzems Kwangbok, els magatzems Ragwon, els magatzems Pyongyang Station i els magatzems Infantils de Pyongyang.
La ciutat també compta amb botigues Hwanggumbol, una cadena estatal de botigues que subministren productes a preus més barats que els dels mercats jangmadang. Les botigues Hwanggumbol estan dissenyades específicament per controlar els mercats en expansió de Corea de Nord, atraient als consumidors i garantint la circulació de diners a les botigues operades pel govern.

### Transports

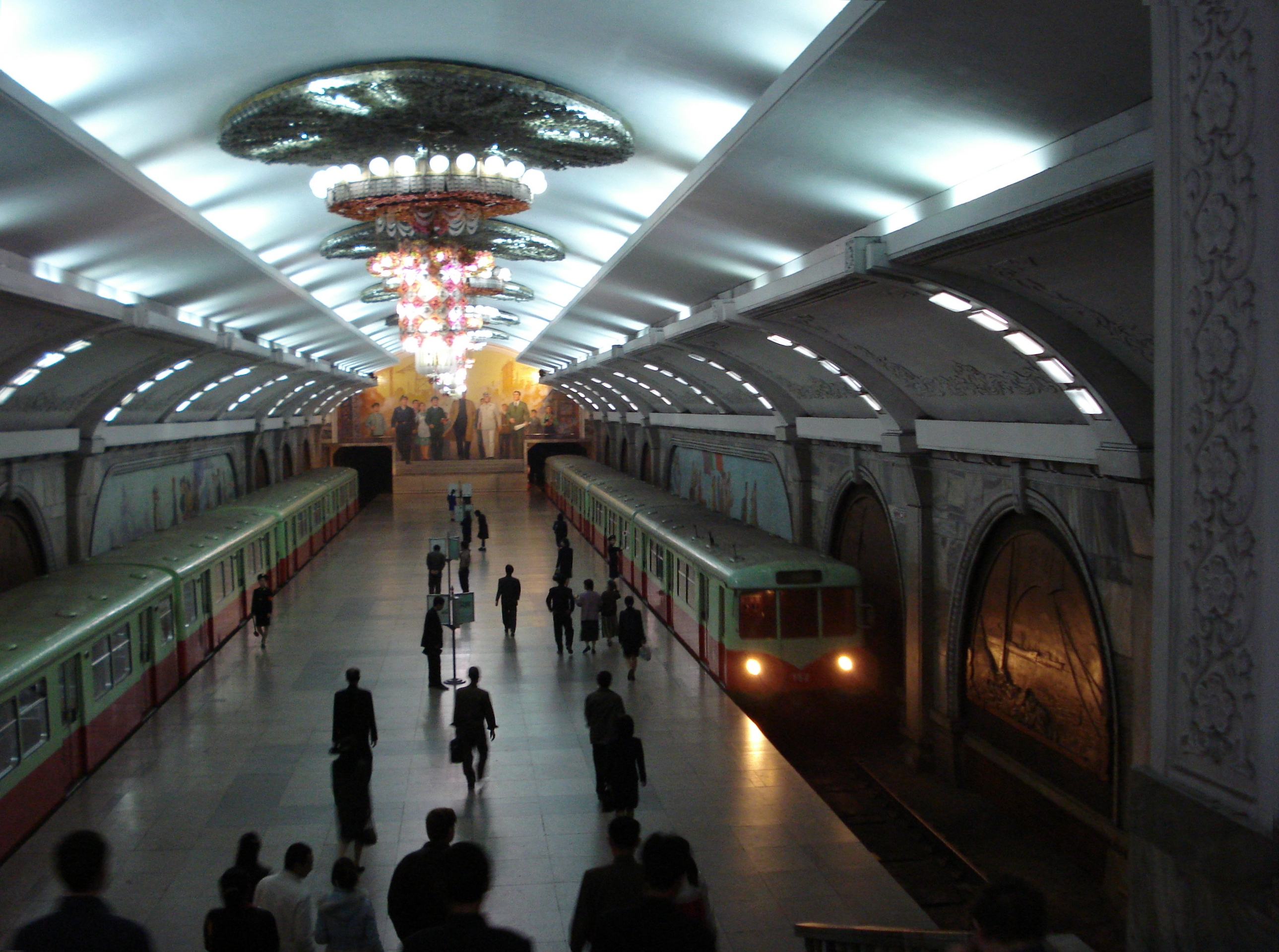
El Metro de Pyongyang, un dels més famosos del món.

P'yŏngyang té dues línies de Metro amb una longitud total de 22,5 km. No hi ha gaires cotxes privats a la ciutat, la majoria de ciutadans es desplacen a peu, bicicleta o utilitzen el Metro.
Quant a transport aeri, Air Koryo té vols des de l'aeroport de Sunan Capital Internacional a Pequín (PEK), Shenyang (SHE), Bangkok (BKK) i Vladivostok (VVO). En algunes ocasions també vola a Macau (FM), Incheon (ICN), Yangyang Country (YNY) i a diverses ciutats del Japó.
La ciutat també té un servei regular internacional de tren cap a Pequín i Moscou, el viatge a Pequín té una durada de 25 hores i 25 minuts i el viatge cap a Moscou dura 6 dies.

## Geografia
Pionyang està situada al centre-oest de Corea del Nord, en una plana a 48 km a l'est de la badia de Corea, al costat del mar Groc. El riu Taedong creua la ciutat cap a la badia de Corea. La plana de Pyongyang, on es troba la ciutat, és una de les dues planes més grans de la costa occidental de la península coreana, l'altra és la plana de Chaeryong. Ambdues tenen una superfície aproximada de 500 quilòmetres quadrats.

### Clima
El clima a Pionyang és humit continental (Dwa, segons la Classificació climàtica de Köppen). Els hiverns són molt durs, especialment quan arriben els gèlids vents de Sibèria. Les temperatures solen romandre per sota dels 0 °C des de novembre fins a començaments de març. A més, els hiverns nord-coreans són molt més secs que els estius i presenta trenta-set dies, com a mitjana, de precipitacions en forma de neu. Les temperatures extremes i els freds vents són les característiques principals de l'hivern a Pionyang, la qual cosa fa imprescindible l'ús de roba adequada per a aquest tipus de clima.
La transició del gèlid i sec hivern al calorós i humit estiu té lloc ràpidament, entre abril i començaments de maig, passant el procés invers de l'estiu a l'hivern a finals del mes d'octubre. Els estius solen ser molt calorosos i amb grans nivells de precipitació, ja que el monsó de l'Est Asiàtic té lloc des de juny a agost, que són, precisament, els mesos més calorosos a la capital nord-coreana, amb temperatures que oscil·len entre els 20-31 °C o més.
| Dades climàtiques a Pionyang       | Dades climàtiques a Pionyang | Dades climàtiques a Pionyang | Dades climàtiques a Pionyang | Dades climàtiques a Pionyang | Dades climàtiques a Pionyang | Dades climàtiques a Pionyang | Dades climàtiques a Pionyang | Dades climàtiques a Pionyang | Dades climàtiques a Pionyang | Dades climàtiques a Pionyang | Dades climàtiques a Pionyang | Dades climàtiques a Pionyang | Dades climàtiques a Pionyang |
| Mes                                | gen                          | febr                         | març                         | abr                          | maig                         | juny                         | jul                          | ag                           | set                          | oct                          | nov                          | des                          | anual                        |
| ---------------------------------- | ---------------------------- | ---------------------------- | ---------------------------- | ---------------------------- | ---------------------------- | ---------------------------- | ---------------------------- | ---------------------------- | ---------------------------- | ---------------------------- | ---------------------------- | ---------------------------- | ---------------------------- |
| Màxima rècord °C (°F)              | 9.4 (48.9)                   | 15.9 (60.6)                  | 21.4 (70.5)                  | 28.4 (83.1)                  | 33.9 (93)                    | 35.8 (96.4)                  | 35.9 (96.6)                  | 35.2 (95.4)                  | 31.8 (89.2)                  | 28.9 (84)                    | 23.2 (73.8)                  | 14.3 (57.7)                  | 35.9 (96.6)                  |
| Màxima mitjana °C (°F)             | −1.2 (29.8)                  | 2.6 (36.7)                   | 8.9 (48)                     | 17.1 (62.8)                  | 23.1 (73.6)                  | 27.1 (80.8)                  | 28.6 (83.5)                  | 29.2 (84.6)                  | 25.2 (77.4)                  | 18.6 (65.5)                  | 9.3 (48.7)                   | 1.3 (34.3)                   | 14.0 (57.2)                  |
| Mitjana diària °C (°F)             | −6.2 (20.8)                  | −2.6 (27.3)                  | 3.5 (38.3)                   | 11.0 (51.8)                  | 17.2 (63)                    | 22.0 (71.6)                  | 24.7 (76.5)                  | 25.0 (77)                    | 19.9 (67.8)                  | 12.7 (54.9)                  | 4.4 (39.9)                   | −3.2 (26.2)                  | 9.4 (48.9)                   |
| Mínima mitjana °C (°F)             | −11.2 (11.8)                 | −7.9 (17.8)                  | −2.0 (28.4)                  | 4.8 (40.6)                   | 11.2 (52.2)                  | 16.8 (62.2)                  | 20.8 (69.4)                  | 20.8 (69.4)                  | 14.5 (58.1)                  | 6.7 (44.1)                   | −0.5 (31.1)                  | −7.6 (18.3)                  | 4.8 (40.6)                   |
| Mínima rècord °C (°F)              | −26.5 (−15.7)                | −23.4 (−10.1)                | −11 (12)                     | −6.1 (21)                    | 2.5 (36.5)                   | 9.9 (49.8)                   | 11.1 (52)                    | 12.9 (55.2)                  | 3.6 (38.5)                   | −4.0 (24.8)                  | −12.2 (10)                   | −17.6 (0.3)                  | −26.5 (−15.7)                |
| Precipitació mitjana mm (polzades) | 15.5 (0.61)                  | 19.8 (0.78)                  | 24.8 (0.976)                 | 57.0 (2.244)                 | 74.4 (2.929)                 | 93.0 (3.661)                 | 288.3 (11.35)                | 201.5 (7.933)                | 90.0 (3.543)                 | 43.4 (1.709)                 | 39.0 (1.535)                 | 15.5 (0.61)                  | 962.2 (37.882)               |
| Mitjana de dies de precipitació    | 4                            | 4                            | 4                            | 6                            | 7                            | 8                            | 13                           | 10                           | 7                            | 6                            | 7                            | 5                            | 81                           |
| Font: MSN                          |                              |                              |                              |                              |                              |                              |                              |                              |                              |                              |                              |                              |                              |

## Ciutats agermanades
- Kathmandu (Nepal)[13]
- Pekín, Xina[14]
- Djakarta, Indonesia
- Moscou, Rússia
- Tianjin, Xina[15]
- Alger, Algèria[16]
- Chiang Mai, Tailàndia[16]
- Dubai, Emirats Àrabs Units[16]
- Bagdad, Iraq[17]

## Llocs d'interès
Els llocs de major interés de la ciutat de Pyongyang són:
- l'Hotel Ryugyong
- el Palau del Sol de Kumsusan
- l'Arc de Triomf (molt inspirat en l'Arc de Triomf de París, però més gros)
- el lloc de naixement de Kim Il-sung al turó Mangyongdae, als afores de la ciutat
- la Torre del Juche
- dos grans estadis:
  - l'Estadi Rungrad Primer de Maig
  - l'Estadi Kim Il-sung
- el complex del turó Mansu, que inclou el Museu de la Revolució Coreana
- la plaça Kim Il-sung
- l'Hotel Internacional Yanggakdo

La torre de televisió de Pyongyang és un punt de referència menor. Altres atraccions per als visitants són el Zoològic Central de Corea. L'Arc de la Reunificació té un mapa d'una Corea unida sostingut per dues dones coreanes de ciment amb vestits tradicionals al llarg de la Carretera de la Reunificació, que s'estén des de Pyongyang fins a la zona desmilitaritzada de Corea (DMZ).

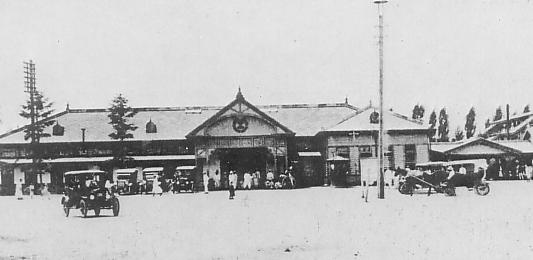
Estació de Pyongyang cap al 1920
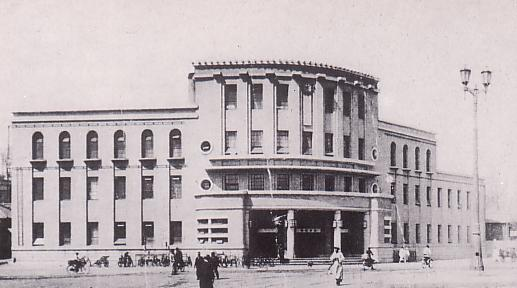
Ajuntament cap al 1920.
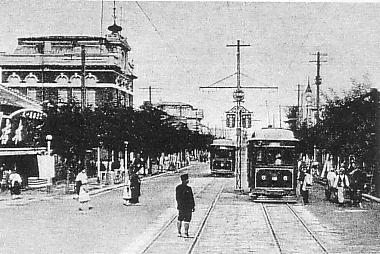
Tramvia a Pyongyang cap al 1920.
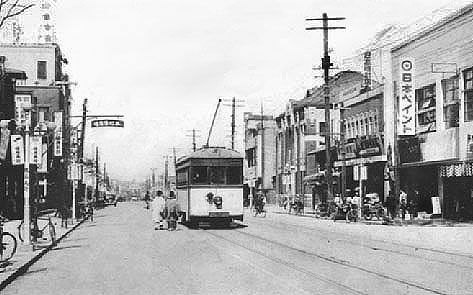
Parada de tramvia de Sŏsŏng-guyŏk cap al 1920.
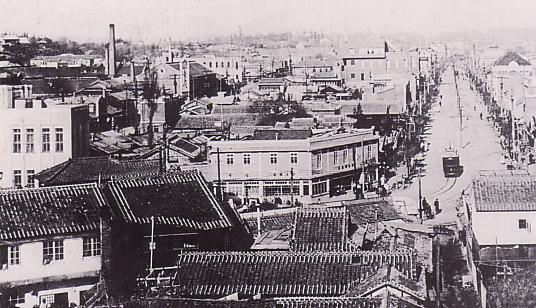
Vista de Pyongyang cap al 1920.
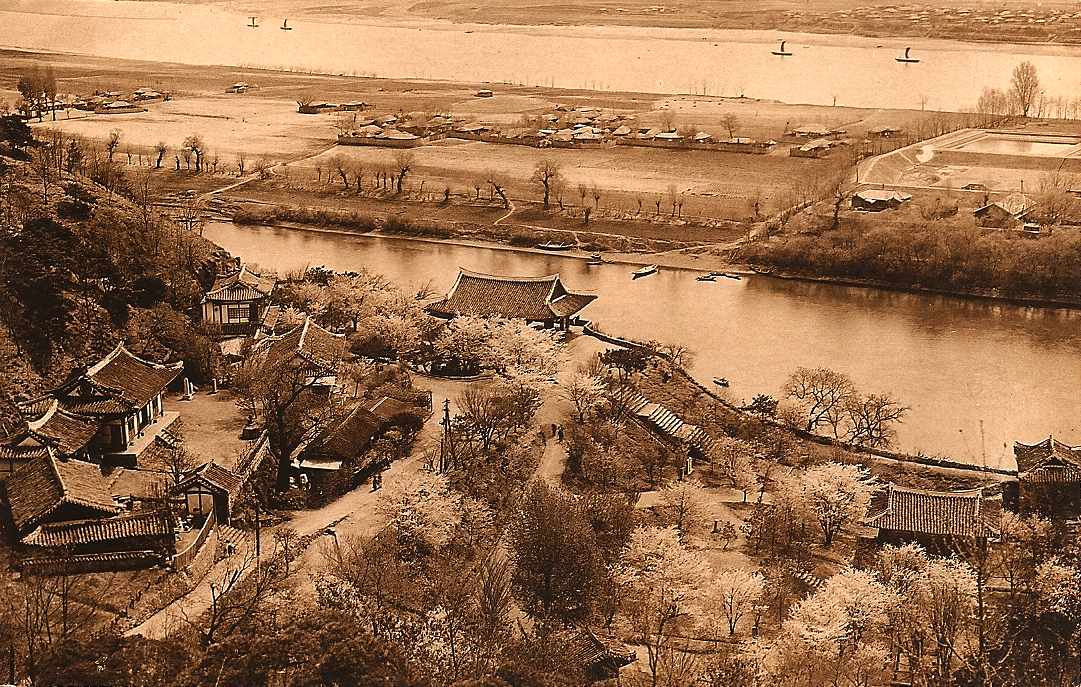
Vista del turó Moran cap al 1920.
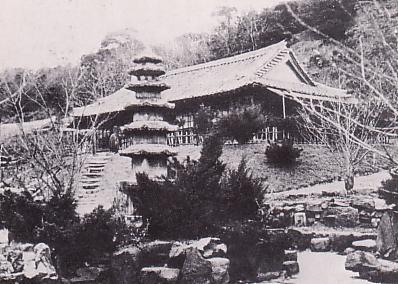
Vista del turó Moran cap al 1920.
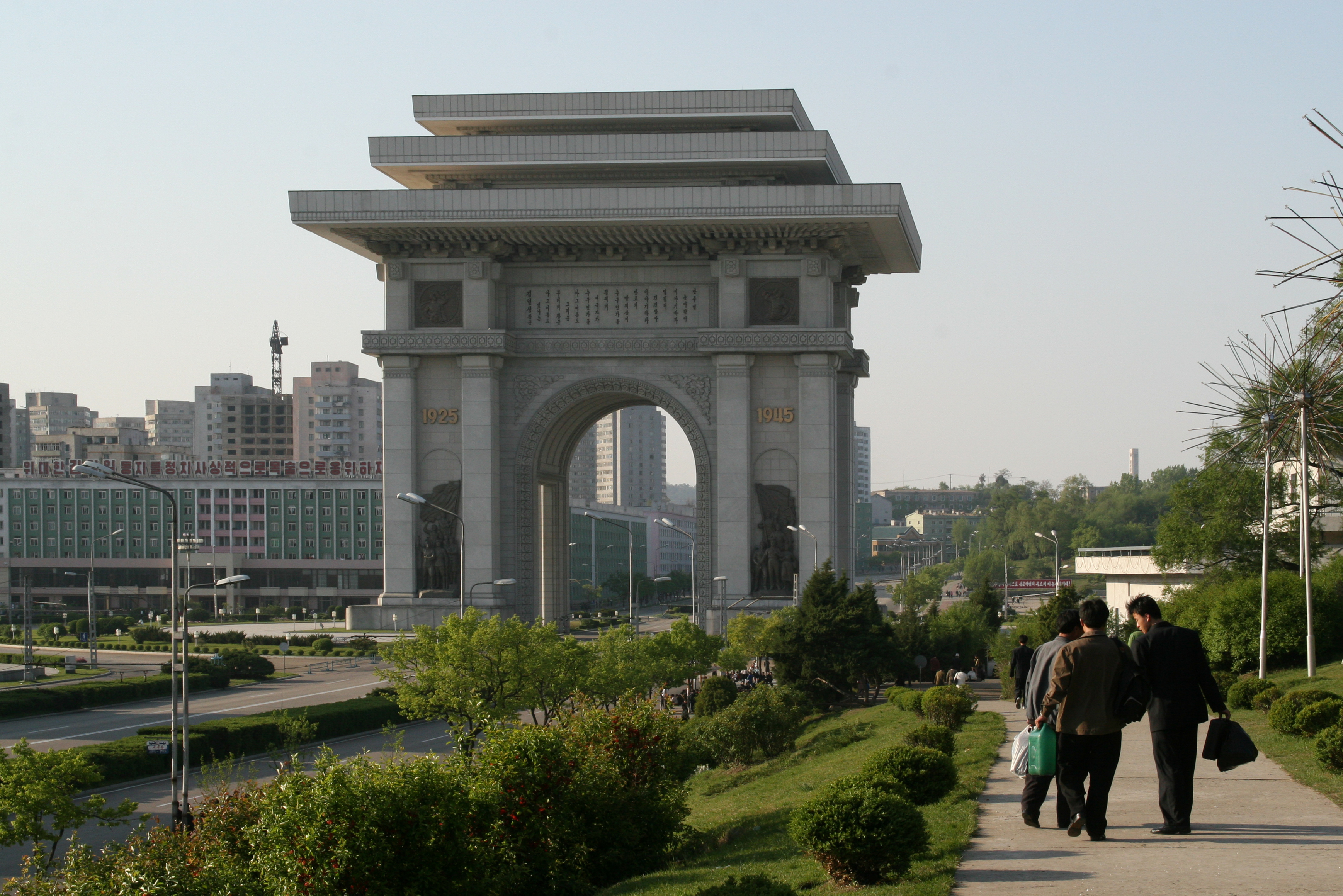
Arc de Triomf
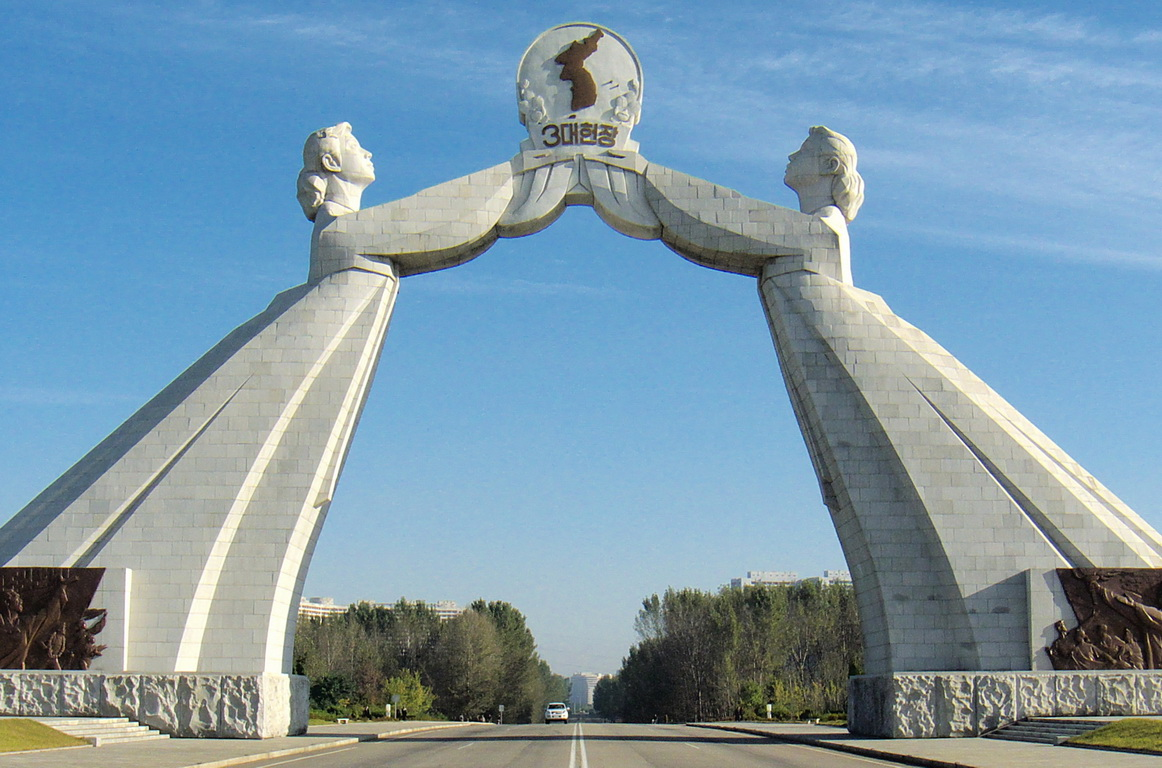
Arc de la Reunificació, monument al desig de la Corea reunificada
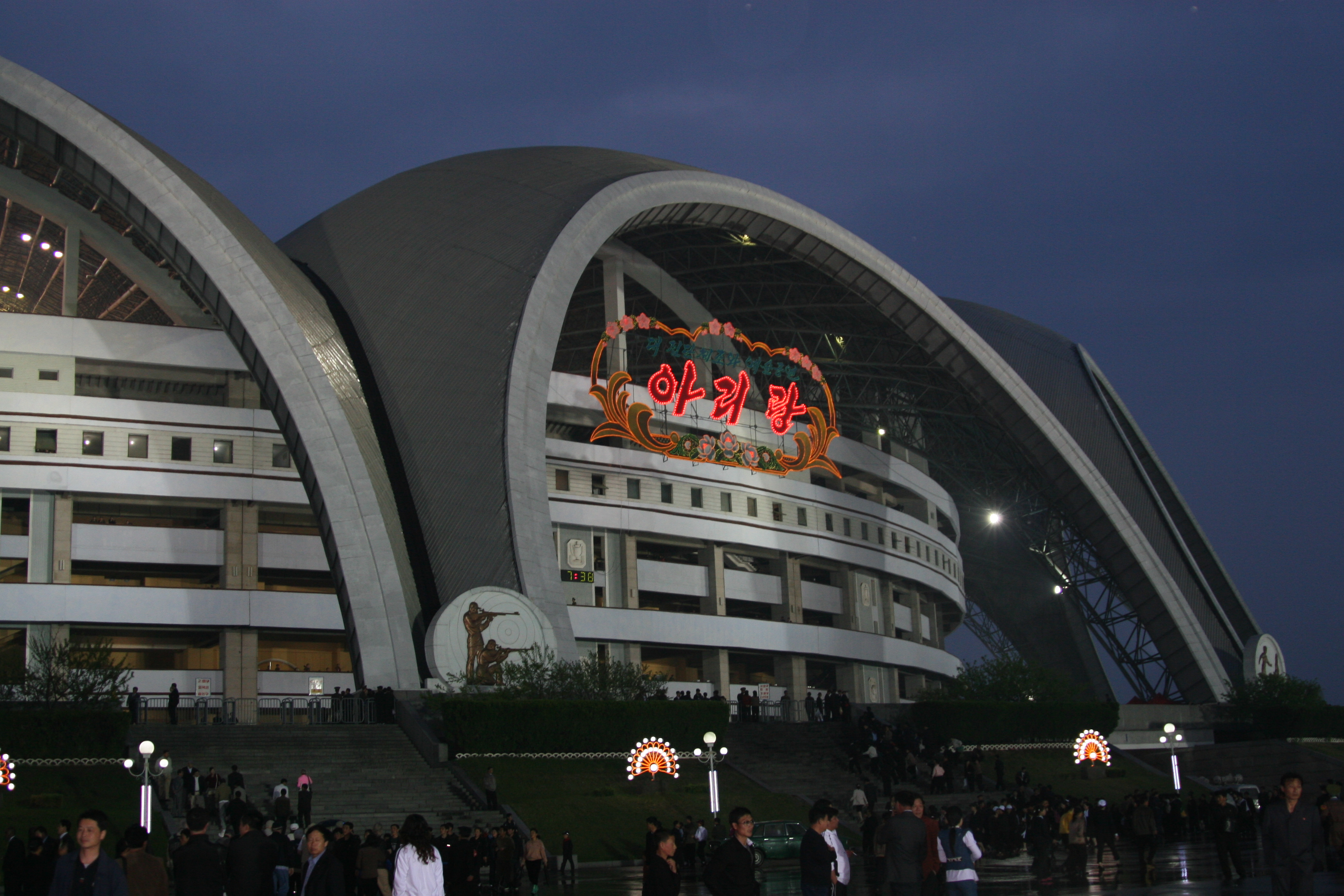
Estadi Rungrado May Day
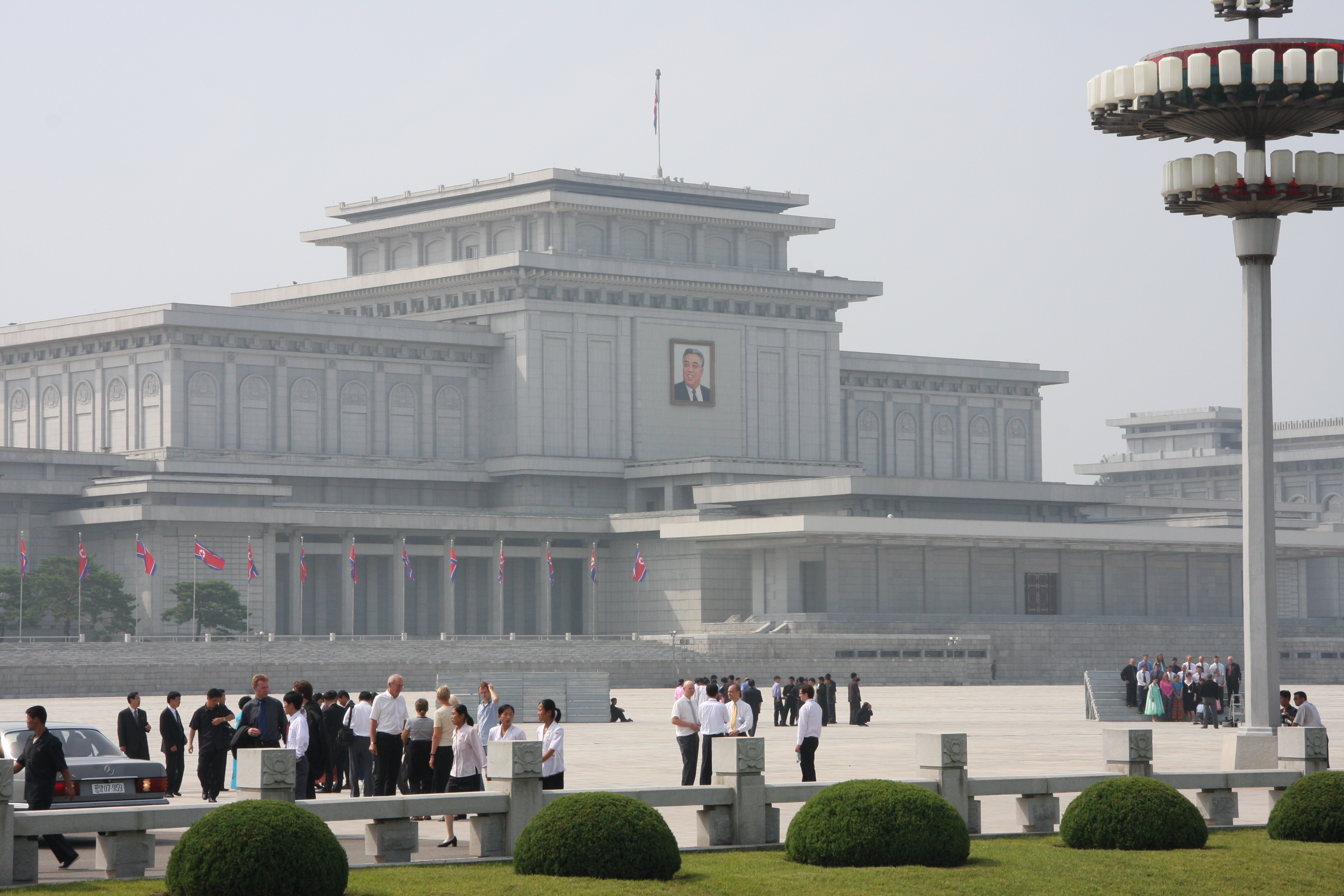
Palau Kumsusan
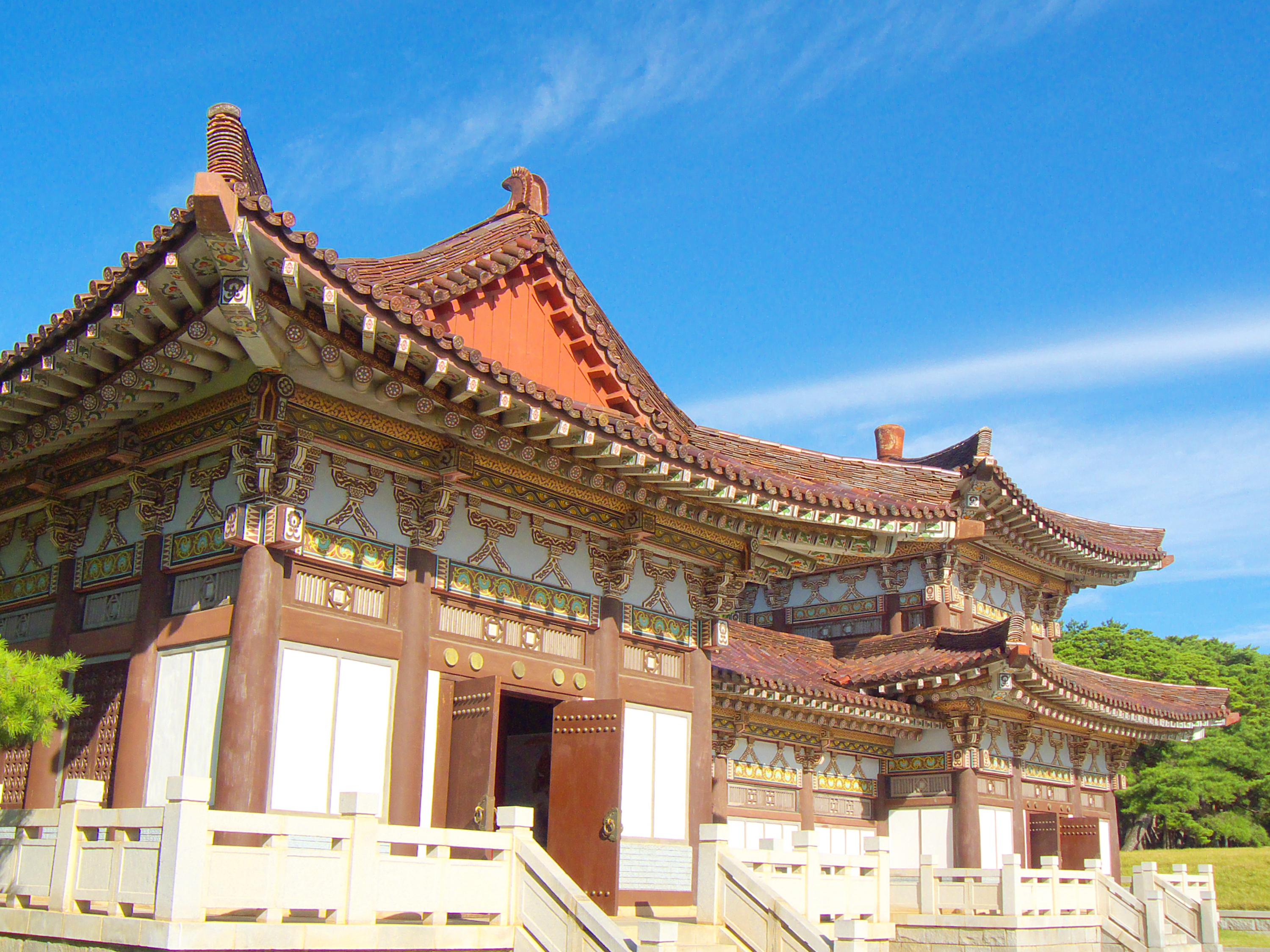
Tomba de King Dongmyeong
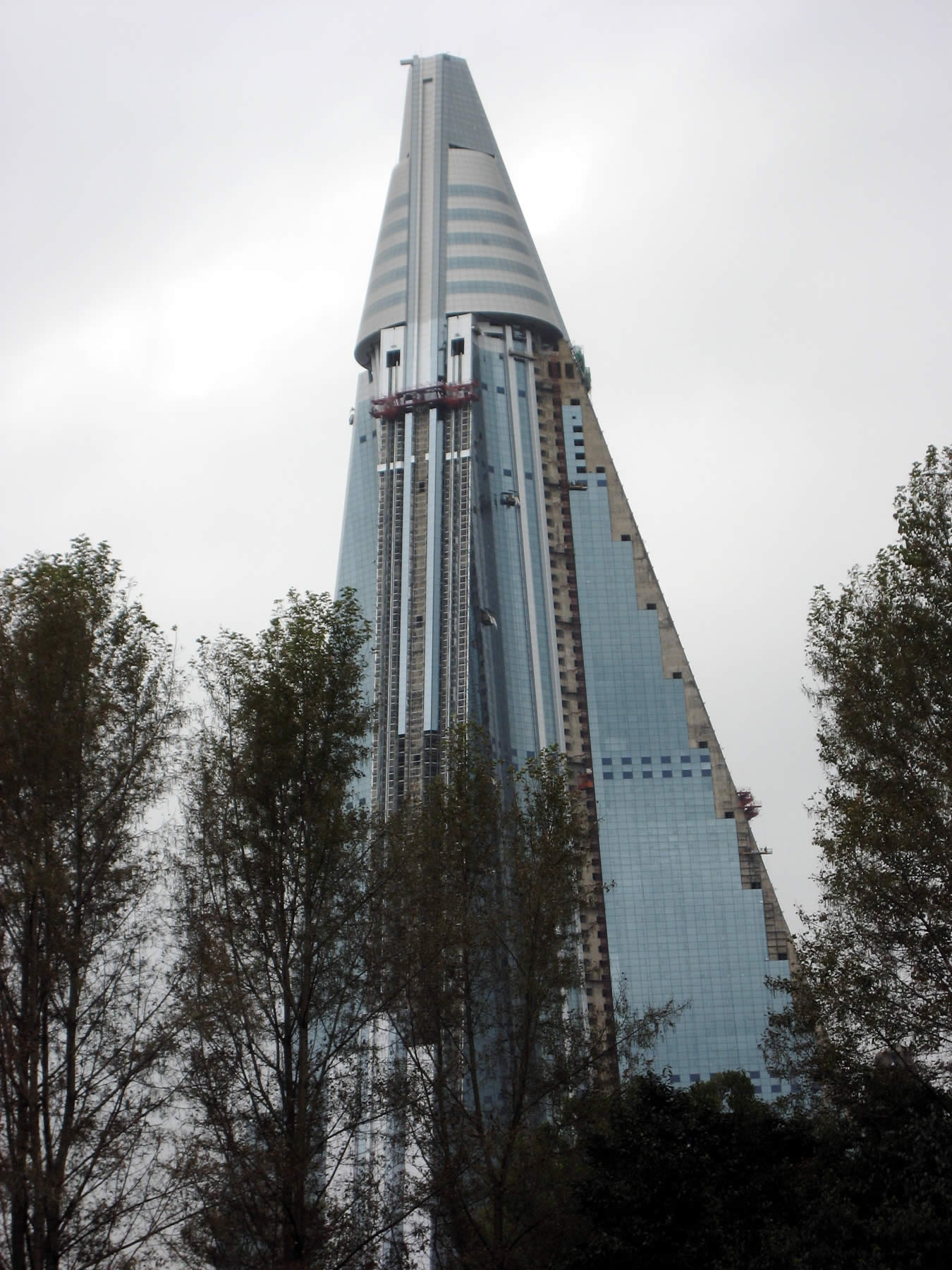
Hotel Ryugyong
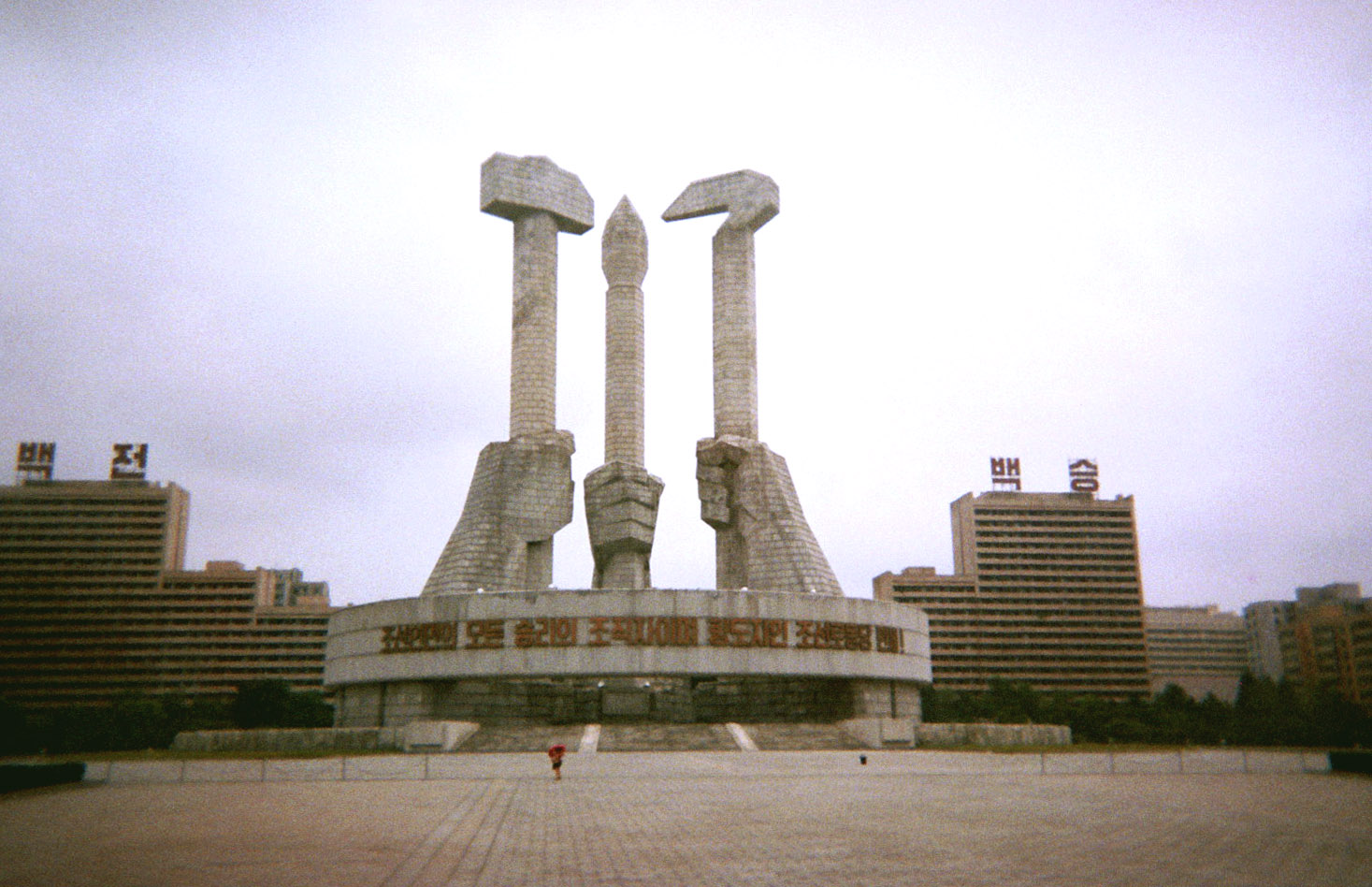
Monument als fundadors del Partit Coreà dels Treballadors Coreà